# Attività aziendale
L'attività aziendale può definirsi come qualsiasi tipo di compito che una azienda svolge nel suo arco di vita ovvero il complesso e l'esercizio delle funzioni aziendali per portare avanti il core business e non dell'azienda stessa.

## Descrizione
Le attività aziendali sono molto diverse tra loro, ma è possibile fare una classificazione.
Una classificazione tra le più usate le distingue secondo la loro valenza aziendale:
- strategiche
- tattiche
- operative

Le attività di tipo strategico sono quelle che prevedono la pianificazione strategica che è la attività in cui si fissano gli obbiettivi da raggiungere in medio/lungo termine, si determinano le risorse da investire e le politiche da seguire per il raggiungimento degli scopi preposti. Inoltre si effettua una valutazione delle possibili variazioni che potrebbero intervenire nel processo di attuazione del piano stilato.
Tali attività riguardano l'alta direzione.
Le attività di tipo tattico sono quelle che permettono all'azienda di raggiungere con efficacia ed efficienza gli obiettivi posti in fase strategica. Tali attività riguardano la gestione ordinaria della azienda e sono di competenza della direzione intermedia. La stesura dei Budget, il controllo gestionale, le scelte sui progetti in atto, l'emanazione delle direttive ai collaboratori, le decisioni sugli investimenti correnti, l'impegno efficiente risorse produttive rappresentano esempi di attività tattiche.
Le attività di tipo operativo sono tutte quelle attività che vengono svolte per il conseguimento delle finalità caratteristiche della azienda. In altre parole, sono le attività compiute per svolgere il lavoro vero e proprio e non per la sua eventuale progettazione e programmazione.
Naturalmente la generalizzazione effettuata in precedenza prevede un grado di astrazione abbastanza elevato poiché talune attività aziendali non sono riconducibili unicamente ad una delle categorie indicate.